# 加美町立鳴峰中学校
加美町立鳴峰中学校（かみちょうりつ めいほうちゅうがっこう）は、宮城県加美郡加美町字中原にある公立中学校。
加美町立小野田中学校と加美町立宮崎中学校の合併により開校。

## 概要
周囲は加美町の片田舎のほうにある中学校である。小野田地区の田園地帯で、近くにはやくらい文化センターがある。
街の喧騒から離れた静かな環境の中に位置し、通学区域は東西約20km、南北約7km。西部は豪雪地帯となっており、約半数の生徒がスクールバスで通学する。
屋上には天文台が設置されているが、そもそも天文台を使う時間である夜には生徒がいないため、ほとんど使われていない。
令和5年度から校則が廃止された。

## 沿革
- 2023年（令和5年）4月1日 - 小野田中学校と宮崎中学校が統合して、加美町立鳴峰中学校が開校[1]

## 設備
広大な敷地の中に、天文台、400mトラック、プール、視聴覚ホール、ランチルーム等、施設設備が充実している。

## 著名な出身者
- 佐々木力 - 中国科学院教授、東京大学教養学部教授。
- 石山敬貴 - 衆議院議員、加美町長